# ホロニクスグループ
ホロニクスグループは、大阪府大阪市北区西天満に本部を置く医療・介護・福祉・健康支援事業の領域を事業領域とするグループ。
医療法人医誠会、ホロニクスヘルスケア株式会社、インテリジェントヘルスケア株式会社、特定非営利活動法人未来プロセス、一般財団法人ホロニクス医学健康財団によって構成される。

## 施設
- 病院（医療法人医誠会）[1]
  - 医誠会国際総合病院 - 大阪市北区南扇町4-14
  - 摂津医誠会病院 - 大阪府摂津市南千里丘1-32
  - 児島中央病院 - 岡山県倉敷市児島小川町3685
  - 茨木医誠会病院 - 大阪府茨木市畑田町11-25
  - 神崎中央病院 - 滋賀県東近江市五個荘清水鼻町95
  - 東春病院 - 愛知県春日井市西高山町3-5-1
  - 東舞鶴医誠会病院 - 京都府舞鶴市字大波下小字前田765-16
  - 橿原リハビリテーション病院 - 奈良県橿原市田中町104-1

- 透析クリニック(医療法人医誠会)[1]
  - 医誠会病院付属透析クリニック - 大阪市東淀川区菅原7-1-19
  - 新大阪医誠会透析クリニック - 大阪市淀川区西中島3-18-9 新大阪日大ビル9階
  - 十三医誠会医誠会クリニック - 大阪市淀川区新北野1-2-13明治安田生命十三ビル7階
  - 城東医誠会医誠会クリニック - 大阪市城東区鴫野西4-1-16エスペラル城東内
  - 大阪梅田医誠会透析クリニック - 大阪市北区梅田1-3-1-200大阪駅前第1ビル2F

- 培養細胞治療専門クリニック(医療法人医誠会)[1]
  - 大阪医誠会がん・神経難病治療クリニック - 大阪市東淀川区東中島2-9-15日大和生ビル8階

- 介護老人保健施設(医療法人医誠会)[1]
  - 介護老人保健施設 エスペラル東淀川 - 大阪市東淀川区菅原1-1-21
  - 介護老人保健施設 エスペラル摂津 - 大阪府摂津市南千里丘1-24
  - 介護老人保健施設 エスペラル井高野 - 大阪市東淀川区井高野4-6-37
  - 介護老人保健施設 エスペラル東春 - 愛知県春日井市西高山町3-6-12
  - 介護老人保健施設 エスペラル東舞鶴 - 京都府舞鶴市字大波下小字前田765-16
  - 介護老人保健施設 エスペラル近江八幡 - 滋賀県近江八幡市大房町1002-1

- かんたき（看護小規模多機能型居宅介護）、訪問看護ステーション、ケアプランセンター(インテリジェントヘルスケア株式会社)
  - かんたき上新庄,訪問看護ステーション上新庄,ケアプランセンター上新庄- 大阪市東淀川区豊新2-9-8
  - かんたき城東,訪問看護ステーション城東- 大阪市城東区放出西2-14-14
  - かんたき東住吉-大阪市東住吉区田辺4-1-5
  - かんたき大東- 大阪府大東市新田本町4-26
  - かんたき堺下田,訪問看護ステーション堺下田 - 大阪府堺市西区下田町19-15
  - かんたき河内長野 - 大阪府河内長野市汐の宮町12-2
  - かんたき八尾北本町 - 大阪府八尾市北本町4-7-14
  - かんたき住之江,訪問看護ステーション住之江 - 大阪市住之江区浜口西2-5-4
  - かんたき堺長尾 - 大阪府堺市北区南長尾町2丁2-19
  - かんたき堺高倉台 - 大阪府堺市南区高倉台2丁8-27
  - かんたき尼崎,訪問看護ステーション尼崎 - 尼崎市次屋1-9-1
  - かんたき武庫之荘 - 兵庫県尼崎市武庫豊町2-12-6
  - かんたき児島,訪問看護ステーション児島 - 岡山県倉敷市児島味野1-4-23
  - 訪問看護ステーション上新庄サテライト摂津-摂津市南千里丘5-23-103

- その他事業所（ホロニクスヘルスケア株式会社）[1][2]
  - メディカルフィットネススタジオ梅田 - 大阪市北区曾根崎新地2-2-16西梅田MIDビル地下1階
  - ファシリティマネジメント事業部門 - 不動産運用事業、施設設備事業
  - 医療介護運営支援事業部門 - 車両・駐車場事業、清掃事業、医療保安警備事業、病院給食事業、保育事業
  - 医療介護資材供給事業部門 - 医薬品事業管理、リネンサプライ事業管理、医療ガス事業管理
  - ヘルスケア商業化部門 - 遠隔画像診断事業、病院コンビニ「WellnessMart」事業、医療美容事業、産業保健・健康管理事業、健康運動事業「メディカルフィットネススタジオ梅田」運営、出張健診事業、在宅酸素事業

## NPO法人未来プロセス
（この節の出典）
2000年9月、任意団体「医療・介護従事者教育事務局　希望の杜」として設立。以後、生活習慣病に関するフォーラムを開催。2003年8月、中国内モンゴル地区クブチ砂漠にて第1回植林活動。2004年に第2回。2005年3月、特定非営利法人未来プロセスに移行。